# Université Muskingum
L'université Muskingum est une université privée d'arts libéraux à New Concord, en Ohio. Agréée en 1837 sous le nom de « Muskingum College », l'institution est affiliée à l'Église presbytérienne.
Collectivement, les anciens élèves de l'université sont appelés « Long Magenta Line » et les étudiants (passés et présents) sont simplement appelés « Muskies » tandis que ses équipes sportives sont appelées « Fighting Muskies ». New Concord est situé à l'extrême est du comté de Muskingum, qui tire son nom de la rivière Muskingum. L'université propose plus de 40 filières universitaires. Des programmes d'études supérieures sont proposés dans les domaines de l'éducation et des systèmes d'information de gestion, de la stratégie et de la technologie. Le campus de Muskingum se compose de 21 bâtiments, d'un stade de football et d'un petit lac, tous situés au sommet de 0,91 km2 de collines ondulantes qui surplombent New Concord.